# Михалово (гмина)
Михало́во (пол. Michałowo) — городско-сельская гмина (волость) в Польше, входит как административная единица в Белостокский повет Подляского воеводства. Население — 7194 человек (на 2011 год).

## Демография
Данные по переписи 2011 года:
| Перепись            | Всего | Мужчины | Женщины |
| ------------------- | ----- | ------- | ------- |
| Всего               | 7194  | 3595    | 3599    |
| Городское население | 3206  | 1576    | 1630    |
| Сельское население  | 3988  | 2019    | 1969    |

## Поселения
1. Бахуры
2. Багнюки
3. Барщево
4. Беньдзюга
5. Болтрыки
6. Бондары
7. Бжезина
8. Буды
9. Цисувка
10. Цивонюки
11. Дубляны
12. Гончары
13. Горбаче
14. Херонимово
15. Хозьна
16. Ялувка
17. Юлианка
18. Юшковы-Груд
19. Калитник
20. Каменны-Бруд
21. Казимерово
22. Китурыки
23. Кобылянка
24. Кокотово
25. Колесьне
26. Кондратки
27. Копце
28. Ковалёвы-Груд
29. Круглы-Лясек
30. Круковщызна
31. Крыница
32. Кухмы-Куце
33. Кухмы-Петруки
34. Курылы
35. Леоновиче
36. Левше
37. Мацейкова-Гура
38. Майдан
39. Михалово
40. Михалово-Колёня
41. Мостовляны-Колёня
42. Мосциска
43. Нова-Луплянка
44. Нова-Воля
45. Нове-Кухмы
46. Новосады
47. Однога-Кузьмы
48. Озаблы
49. Пеньки
50. Пеньки-Колёня
51. Плянты
52. Потока
53. Пулько
54. Рохенталь
55. Романово
56. Рудня
57. Рыбаки
58. Сахарки
59. Соколе
60. Стара-Луплянка
61. Старе-Кухмы
62. Супруны
63. Суща
64. Шимки
65. Свинобруд
66. Таница-Дольна
67. Таница-Гурна
68. Токаровщызна
69. Тополяны
70. Тыльвица
71. Тыльвица-Майёнтек
72. Верх-Тополяны
73. Займа
74. Залешаны
75. Жедня

## Соседние гмины
1. Гмина Грудек
2. Гмина Нарев
3. Гмина Наревка
4. Гмина Заблудув